# Regneregler for differentiation
 Der er for få eller ingen kildehenvisninger i denne artikel, hvilket er et problem. Du kan hjælpe ved at angive troværdige kilder til de påstande, som fremføres i artiklen.

Her er nogle regneregler for differentiation. Det forudsættes at alle funktioner er differentiable og dermed kontinuerte for den givne definitionsmængde:
- {\displaystyle y(x)=k}, hvor {\displaystyle k} er en konstant, har den afledede {\displaystyle y'(x)=0}
- (1): {\displaystyle y(x)=x\cdot k}, hvor {\displaystyle k} er en konstant, har den afledede {\displaystyle y'(x)=k}
- {\displaystyle y(x)=k\cdot x^{n}} har den afledede {\displaystyle y'(x)=k\cdot n\cdot x^{n-1}}, og heraf
- {\displaystyle y(x)={\frac {1}{x}}} har den afledede {\displaystyle y'(x)=-{\frac {1}{x^{2}}}}, undtagen for x=0

Funktioner der er sammensatte funktioner samt funktioner der er summen, differensen, produktet eller kvotienten af to differentiable funktioner er selv differentiable (med visse, åbenlyse begrænsninger i definitionsmængderne). Differentialkvotienterne kan udregnes efter følgende regler:
- {\displaystyle (f\circ g)'(x)=(f(g(x)))'=g'(x)\cdot f'(g(x))} (kædereglen)
- (2): {\displaystyle (f+g)'(x)=f'(x)+g'(x)} (sumreglen)
- {\displaystyle (f-g)'(x)=f'(x)-g'(x)} (differensreglen)
- {\displaystyle (f\cdot g)'(x)=f'(x)\cdot g(x)+f(x)\cdot g'(x)} (produktreglen)
- {\displaystyle \left({\frac {1}{g}}\right)'(x)=-{\frac {g'(x)}{(g(x))^{2}}}}, undersøges for g(x)=0
- {\displaystyle \left({\frac {f}{g}}\right)'(x)={\frac {f'(x)\cdot g(x)-f(x)\cdot g'(x)}{(g(x))^{2}}}=f'(x)\cdot {\frac {1}{g(x)}}+f(x)\cdot (-{\frac {g'(x)}{(g(x))^{2}}})}, undersøges for g(x)=0 (følger af {\displaystyle (f\cdot h)'(x)=f'(x)\cdot h(x)+f(x)\cdot h'(x)} og {\displaystyle \left({\frac {1}{g}}\right)'(x)=-{\frac {g'(x)}{(g(x))^{2}}}})

- Differentiation er linear. (følger af (1) og (2) )

- Sinus-funktionen {\displaystyle \sin(x)} har differentialkvotienten {\displaystyle \sin '(x)=\cos x}
- Cosinus-funktionen {\displaystyle \cos(x)} har differentialkvotienten {\displaystyle \cos '(x)=-\sin x}
- Tangens, {\displaystyle \tan(x)}, har differentialkvotienten {\displaystyle \tan '(x)=1+\tan ^{2}(x)}
- Den naturlige eksponentialfunktion, {\displaystyle e^{x}}, er pr. definition lig med sin differentialkvotient. Dvs. at konstanten e er defineret til at være det reelle tal som opfylder ligningen {\displaystyle {\frac {d}{dx}}e^{x}=e^{x}}.
- Eksponentialfunktionen {\displaystyle y(x)=a^{x}} hvor {\displaystyle a} er en konstant, har differentialkvotient {\displaystyle y'(x)=\ln(a)a^{x}}, hvor {\displaystyle \ln } er den naturlige logaritmefunktion
- Den naturlige logaritme, {\displaystyle \ln(x)}, har differentialkvotienten {\displaystyle \ln '(x)={\frac {1}{x}}}

## Differentialkvotienten af summen af to differentiable funktioner
Sumreglen lader differentialkvotienten af summen af to differentiable funktioner beregnes.

### Sætning
En funktion, f(x), der er givet som en sum:
{\displaystyle f(x)=v(x)+u(x)}
har differentialkvotienten
{\displaystyle f'(x)=v'(x)+u'(x)}
Dvs. differentialkvotienten af summen {\displaystyle v(x)+u(x)}er lig med summen af funktionernes differentialkvotienter. 

## Bevis
Først finder vi sekantens hældning, eller differenskvotienten:
{\displaystyle {\frac {\Delta y}{\Delta x}}={\frac {f(x+\Delta x)-f(x)}{\Delta x}}}
Da f(x)=v(x)+u(x), får vi:
{\displaystyle {\frac {\Delta y}{\Delta x}}={\frac {v(x+\Delta x)+u(x+\Delta x)-(v(x)+u(x))}{\Delta x}}}
Ovenstående ligning kan let omskrives til følgende:
{\displaystyle {\frac {\Delta y}{\Delta x}}={\frac {v(x+\Delta x)-v(x)}{\Delta x}}+{\frac {u(x+\Delta x)-u(x)}{\Delta x}}}
Hvis {\displaystyle \Delta x\rightarrow 0}(dvs. tilvæksten på x-aksen bliver uendelig lille), så går brøken mod grænseværdierne. Det er hermed bevist, at
{\displaystyle {\frac {d}{dx}}u(x)+v(x)=v'(x)+u'(x)}

## Differentialkvotienten af produktet af to differentiable funktioner
Produktreglen lader differentialkvotienten af produktet af to differentiable funktioner beregnes.

### Sætning
En funktion, f(x), der er givet som et produkt:
{\displaystyle f(x)=v(x)\cdot u(x)}
har differentialkvotienten
{\displaystyle f'(x)=v'(x)\cdot u(x)+v(x)\cdot u'(x)}

## Bevis
Først findes sekantens hældning, eller differenskvotienten:
{\displaystyle {\frac {\Delta y}{\Delta x}}={\frac {f(x+\Delta x)-f(x)}{\Delta x}}}
Hvilket, idet f(x) = v(x)u(x), bliver
{\displaystyle {\frac {\Delta y}{\Delta x}}={\frac {v(x+\Delta x)\cdot u(x+\Delta x)-v(x)\cdot u(x)}{\Delta x}}}
Der lægges følgende til differenskvotientens tæller, hvorpå det samme trækkes fra igen. Dette giver 0, således er dette fuldt lovligt. 
{\displaystyle {\frac {\Delta y}{\Delta x}}={\frac {v(x+\Delta x)\cdot u(x+\Delta x)-v(x)\cdot u(x)+v(x+\Delta x)\cdot u(x)-v(x+\Delta x)\cdot u(x)}{\Delta x}}}
u(x) og v(x+dx) kan nu sættes uden for parentes, og derefter kan brøkstregen deles op:
{\displaystyle {\frac {\Delta y}{\Delta x}}={\frac {v(x+\Delta x)[u(x+\Delta x)-u(x)]+u(x)[v(x+\Delta x)-v(x)]}{\Delta x}}}
{\displaystyle \Updownarrow }
{\displaystyle {\frac {\Delta y}{\Delta x}}={\frac {v(x+\Delta x)[u(x+\Delta x)-u(x)]}{\Delta x}}+{\frac {u(x)[v(x+\Delta x)-v(x)]}{\Delta x}}}
{\displaystyle \Updownarrow }
{\displaystyle {\frac {\Delta y}{\Delta x}}=v(x+\Delta x)\left[{\frac {u(x+\Delta x)-u(x)}{\Delta x}}\right]+u(x)\left[{\frac {v(x+\Delta x)-v(x)}{\Delta x}}\right]}
Differentialkvotienten bliver således:
{\displaystyle f'(x)=\lim _{\Delta x\to 0}\left({\frac {\Delta y}{\Delta x}}\right)}
Hvilket i det generelle tilfælde er:
{\displaystyle f'(x)=\lim _{\Delta x\to 0}\left(v(x+\Delta x)\left[{\frac {u(x+\Delta x)-u(x)}{\Delta x}}\right]+u(x)\left[{\frac {v(x+\Delta x)-v(x)}{\Delta x}}\right]\right)}
{\displaystyle \Updownarrow }
{\displaystyle f'(x)=\lim _{\Delta x\to 0}(v(x+\Delta x))\cdot \lim _{\Delta x\to 0}\left[{\frac {u(x+\Delta x)-u(x)}{\Delta x}}\right]+\lim _{\Delta x\to 0}(u(x))\cdot \lim _{\Delta x\to 0}\left[{\frac {v(x+\Delta x)-v(x)}{\Delta x}}\right]}
Der kan nu ses at dette bliver til; hvis de overordnede fire led tages grænseværdien af:
{\displaystyle f'(x)=v(x)\cdot u'(x)+u(x)\cdot v'(x){\frac {}{}}}
Umiddelbart ville man ikke tro at {\displaystyle \lim _{\Delta x\to 0}(v(x+\Delta x))=v(x)}, og dette er heller ikke fuldstændig rigtigt, dette gælder kun hvis v(x) er kontinuert. Det er hermed bevist at (kortere skrevet, "(x)" udlades):
{\displaystyle {\frac {d}{dx}}u(x)\cdot v(x)=v'\cdot u+v\cdot u'}

## Differentialkvotienten af brøken af to differentiable funktioner
Kvotientreglen lader differentialkvotienten af brøken af to differentiable funktioner beregnes.

### Sætning
En funktion, f(x), der er givet som en brøk:
{\displaystyle f(x)={\frac {v(x)}{u(x)}}}
har differentialkvotienten
{\displaystyle f'(x)={\frac {v'(x)\cdot u(x)-v(x)\cdot u'(x)}{u(x)^{2}}}}